# Seeland (Danemark)
Pour les articles homonymes, voir Seeland et Sjælland.
L'île de Seeland, ou Zeeland (en danois : Sjælland), est la plus grande île du Danemark et où se concentre la majorité de la population. C'est dans l'Est de cette île habitée par 2 625 206 habitants (chiffres de 2024) qu'est située Copenhague, la capitale du Danemark.
L'île forme la majorité du territoire de la région de Sjælland, à laquelle elle donne son nom. La région de la capitale se trouve aussi (en grande partie) sur l'île, mais constitue une entité administrative séparée.

## Géographie
L'île de Seeland se trouve entre la péninsule danoise du Jutland et la Suède. Sa superficie est de 7 031 km2.
Au nord-ouest, le Cattégat la sépare du Jutland. À l'ouest se trouve l'île de Fionie, dont Seeland est séparée par le passage maritime du Grand Belt. À l'est, Seeland est séparé de la province suédoise de Scanie par l'Øresund. Au sud se trouvent les îles de Falster et Møn ; la première est séparée de Seeland par le détroit de Storstrøm (Cattégat) et la seconde par l'Ulvsund, un détroit de la mer Baltique.
Plusieurs îles plus petites sont très rapprochées du Seeland, comme Amager, sur laquelle est en partie bâtie l'agglomération de Copenhague.

### Villes
- Elseneur
- Copenhague
- Køge
- Roskilde

## Transports
Depuis la construction de la liaison du Grand Belt puis du pont de l'Øresund, les marchandises et les personnes peuvent passer de la Suède à l'Allemagne, via le Seeland et le Jutland, sans emprunter de moyen de transport maritime. Le Seeland se trouve aussi inséré dans les axes de circulation vers les accès maritimes aux ports allemands de la mer Baltique (Rostock, Kiel, Lübeck). Depuis 2021, un tunnel mixte (ferroviaire et routier) est en construction vers Puttgarden, en Allemagne, au sud du Seeland (à partir de l'île de Lolland) : le lien fixe du Fehmarn Belt.

### Ponts
- À l'est, le pont de l'Øresund, pont payant ferroviaire et routier, relie Copenhague à Malmö en Scanie (Suède) depuis juillet 2000.
- À l'ouest, la liaison du Grand Belt, également payante, ferroviaire et routière, relie les îles de Seeland et de Fionie depuis 1997.
- Au sud, le pont de Farø, pont routier gratuit, relie l'île de Seeland à celle de Falster, via l'île de Farø.
- Les ponts ferroviaires et routiers de Storstrøm et de Masnedsund relient également Seeland à Falster via l'île de Masnedø.

### Routes
L'île est traversée par l'un des plus grands[En quoi ?] axes autoroutiers de Scandinavie, la route européenne 47 (E47) de Hambourg à Copenhague[réf. nécessaire].

### Rail
Les trains internationaux de Hambourg à Copenhague traversent le Seeland.
Ringsted est un carrefour ferroviaire où se rejoignent la ligne de Copenhague à Rødby et la ligne de Copenhague vers la Fionie.

## Mythologie
Dans la mythologie nordique, l'île a été créée par la déesse Gefjon après avoir escroqué Gylfi, le roi de Suède, comme il est dit dans l'histoire de Gylfaginning. Elle a enlevé un morceau de terre de la Suède et l'amena au Danemark : il est devenu ainsi l'île de Seeland. La zone libre a été remplie d'eau et est devenue le lac Mälar. Toutefois, depuis que les cartes modernes montrent une similitude entre Seeland et le lac suédois de Vänern, celui-ci est parfois identifié comme le trou laissé par Gefjon[réf. nécessaire].

## Mégalithisme
L'île de Seeland abrite plusieurs menhirs (généralement de taille modeste), parmi lesquels Troldbykærling ; l'île abrite également de nombreux tumuli et des dolmens.